# Kloster Rupertsberg

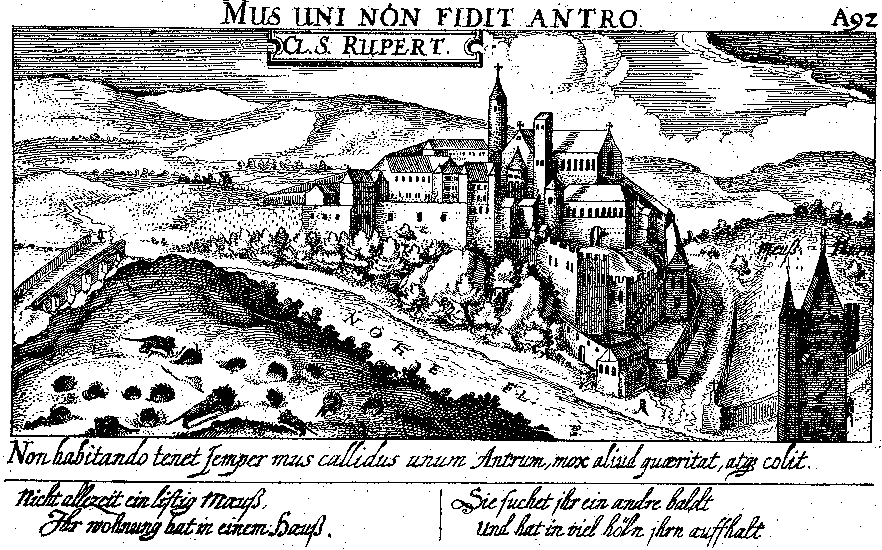
Kloster Rupertsberg während des Dreißigjährigen Kriegs

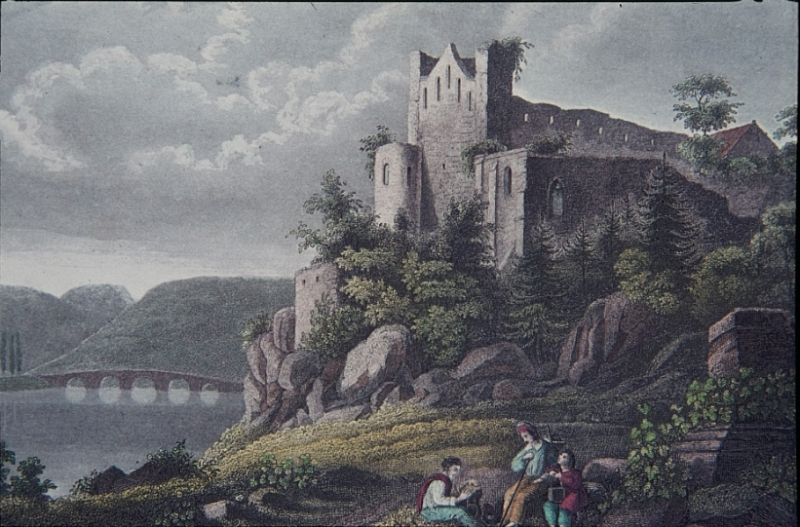
Ruine Kloster Rupertsberg

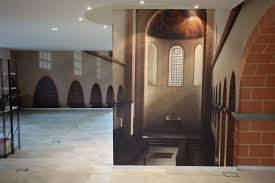
Blick vom Eingang der Villa am Rupertsberg mit den Überresten des ehemaligen Klosters Rupertsberg und Visualisierungstafeln.

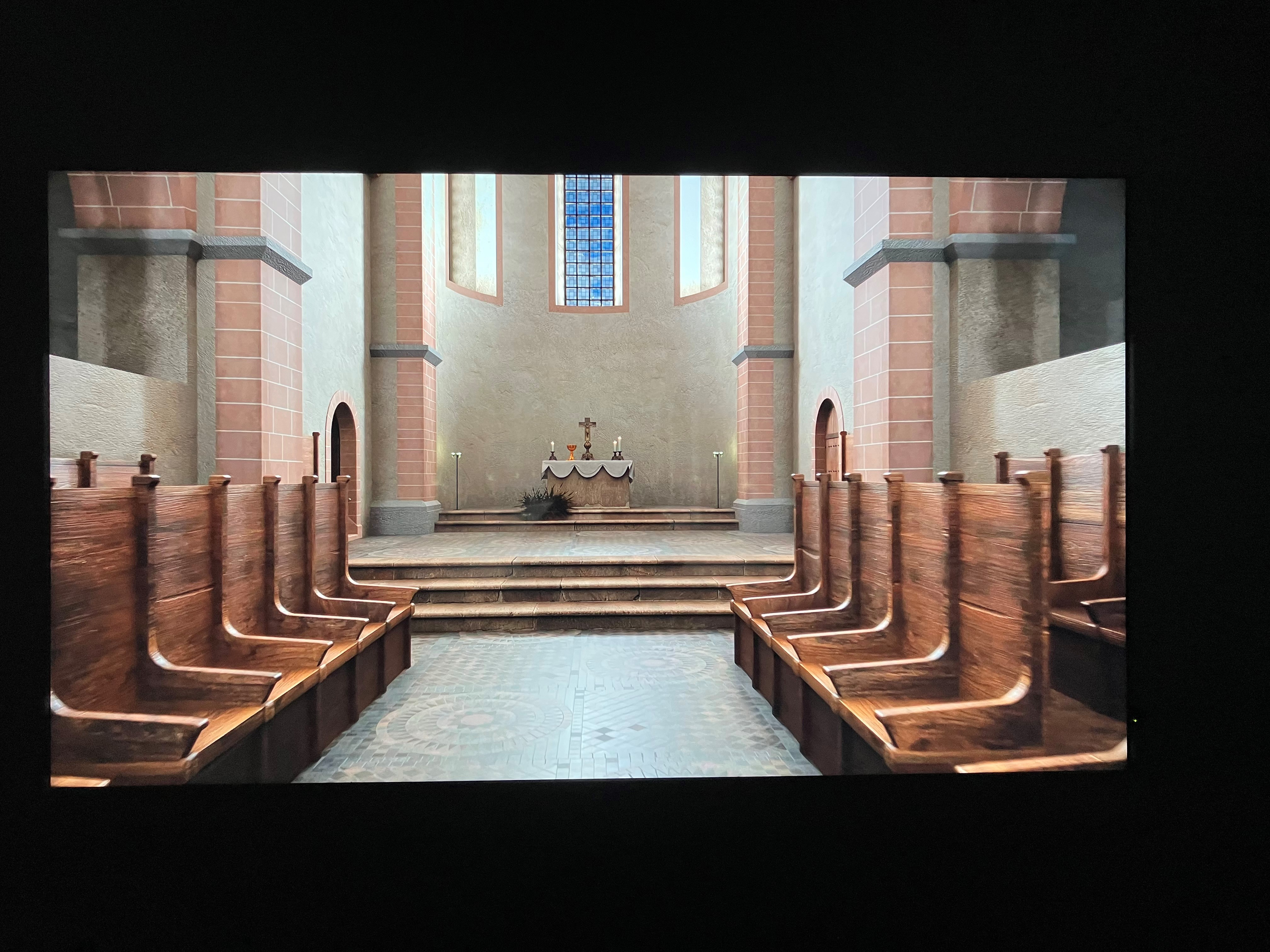
Der „Fahrstuhl in die Vergangenheit“ ermöglicht eine virtuelle Zeitreise.

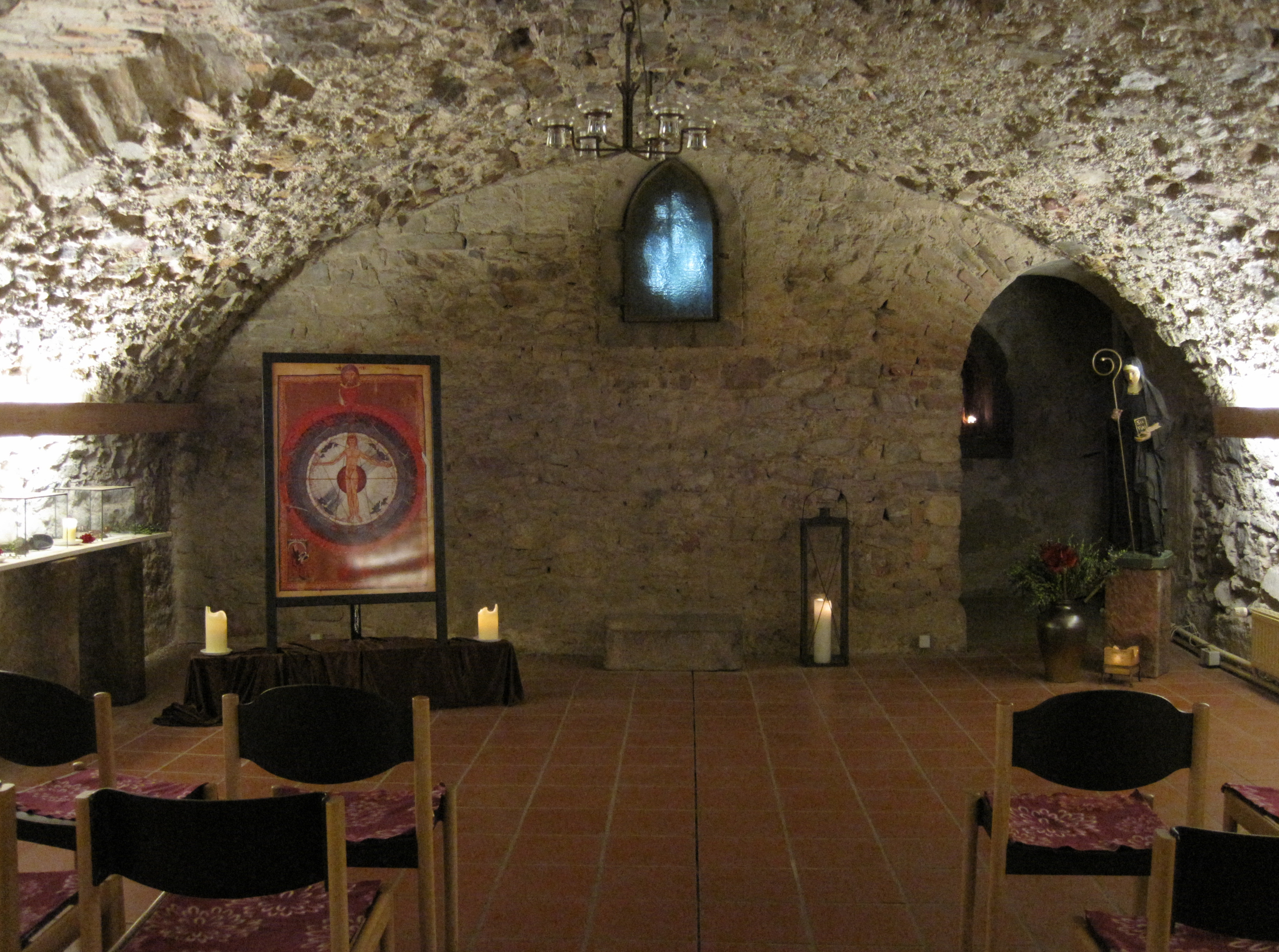
Weinkeller aus dem 18. Jahrhundert, der nicht Teil des Klosters Rupertsberg ist

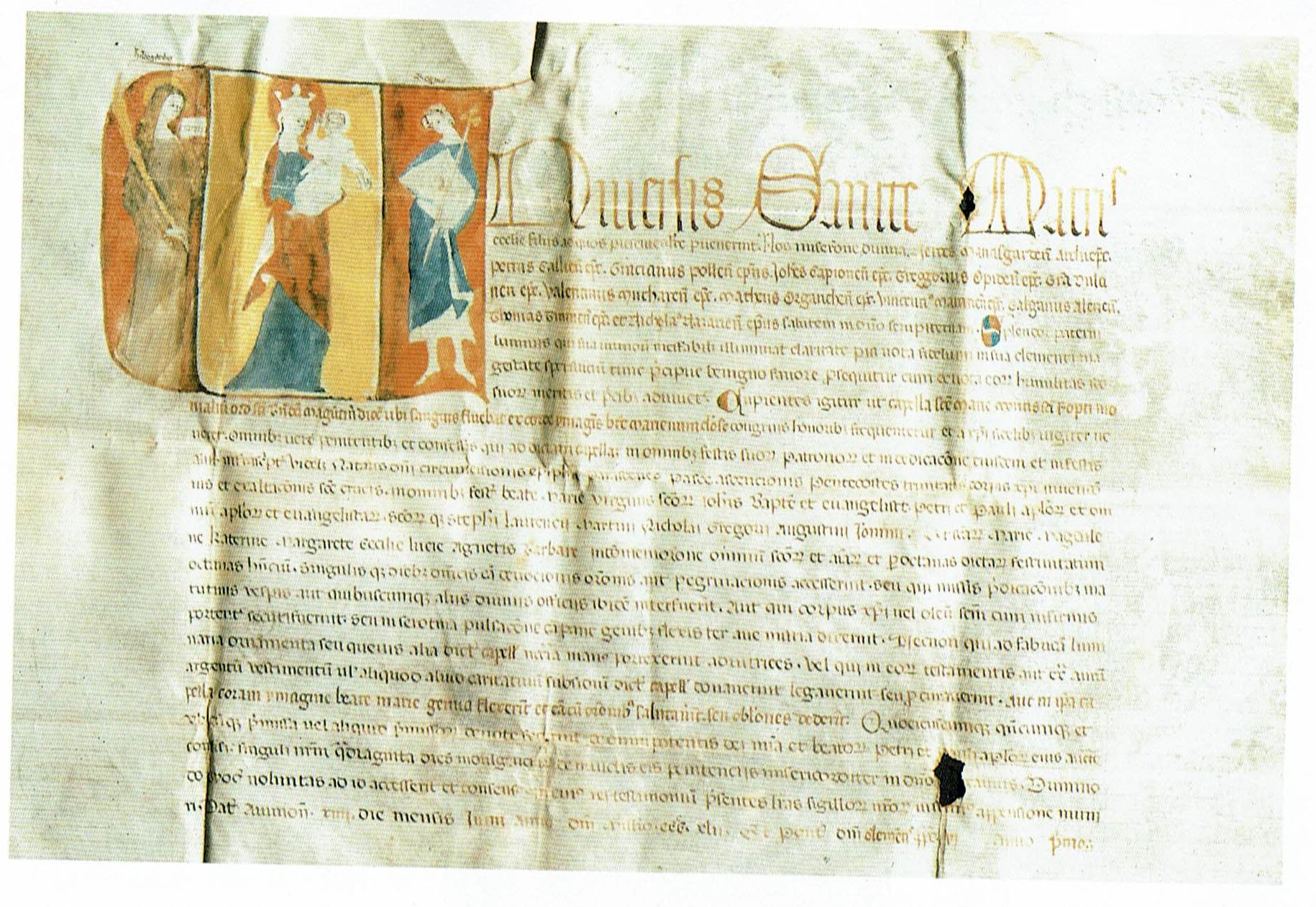
Hl. Hildegard auf einer Ablassurkunde (Avignon) für das Kloster Rupertsberg, LHA Koblenz, 1342

Das Kloster Rupertsberg war ein Kloster der Benediktinerinnen in Bingen. Es wurde um 1150 durch Hildegard von Bingen gegründet und befand sich auf dem Rupertsberg linksseitig der Nahe bei ihrer Mündung in den Rhein.

## Geschichte

### Gründung
Hildegard von Bingen verließ zwischen 1147 und 1150 das Kloster Disibodenberg, um unter Einfluss der Familie der Spanheimer ihr eigenes Kloster am Zusammenfluss von Rhein und Nahe zu gründen. Hier war bis ins 10. Jahrhundert eine Außenstelle der Ingelheimer Kaiserpfalz, die durch einen Pfalzgrafen verwaltet wurde. Der einflussreichste unter ihnen war Rutpert III. (Oberrheingau) (Rupert III.) (* wohl um 781; † vor 834). Um ihre Standortwahl zu legitimieren, erfand Hildegard von Bingen zu Rupert III. eine Heiligenlegende, der künftig als Heiligen Rupert zum Volksheiligen wurde. Das Kloster Rupertsberg wurde auf der Pfalzkapelle mit den Gebeinen von Rupert III. erbaut. Im Gegensatz zu Hildegards Heiligenlegende wurde Rupert III. über 50 Jahre alt.
Die dreischiffige Klosterkirche wurde 1152 durch Erzbischof Heinrich von Mainz konsekriert. Zu dieser Zeit hatte Hildegards Erstlingswerk Liber Scivias bereits große Bekanntheit erlangt. Die meisten ihrer Werke entstanden in der Zeit auf dem Rupertsberg, im Skriptorium des Klosters wurden sie auch handschriftlich vervielfältigt und fanden den Weg in alle Welt.
Das Kloster verlor bereits durch den Tod der Gründerin 1179 einen Teil seiner Bedeutung, um jedoch im Spätmittelalter durch ein vermeintliches Blutwunder eines Heiligenbildes die Popularität zu Hildegards Zeiten noch weit zu übertreffen.

### Zerstörung
Das Kloster wurde durch die Schweden in den Wirren des Dreißigjährigen Krieges im Jahre 1632 zerstört und danach nie wieder aufgebaut, sondern diente fortan als landwirtschaftliches Klostergut von Hildegards zweiter Klostergründung, dem Kloster Eibingen auf der anderen Rheinseite bei Rüdesheim am Rhein. Dorthin waren die letzten Rupertsberger Nonnen nach verschiedenen Zwischenstationen geflohen. Mit ihnen kamen auch die Gebeine der Heiligen Hildegard nach Eibingen, ebenso wie Hildegards Schriften und weitere Reliquien.
Die Gebäudereste wurden nach ihrer Zerstörung als Steinbruch für den Bau der Wirtschaftsgebäude des Klostergutes genutzt, lediglich die Ruine der Klosterkirche blieb verschont. 1857 musste die gesamte Ruine dem Bau der Nahetal-Eisenbahn durch die Rhein-Nahe-Eisenbahn-Gesellschaft weichen. Bei der Sprengung des Felsens, auf dem sich das Kloster befand, wurde auch die Grabkrypta unter dem Chor zerstört.

## Überbleibsel & Besuchsmöglichkeiten
Die einzige Überreste des Klosters Rupertsbergs – fünf Arkadenbögen – sind seit Mai 2023 in der „Villa am Rupertsberg“ öffentlich zugänglich, die von der Stadtverwaltung Bingen gemietet und vom Museum am Strom betrieben wird. Sie ist in von März bis Dezember Di-Fr und So von 14-17 Uhr geöffnet.
Tafeln zur Geschichte des Rupertsberg von den Römern, über den Pfalzgrafen Rupert III. (über den Hildegard von Bingen die Legende eines vermeintlich Heiligen Rupertus erfand) über die Klosterzerstörung 1632 bis hin zum Bau des heutigen Wohnhauses um die Arkaden geben einen schnellen Rundumblick. Highlight ist der „Fahrstuhl in die Vergangenheit“ – eine multimediale Station, mit der die Besucher scheinbar in die Vergangenheit reisen und das Kloster von damals erleben können. Dieser „Fahrstuhl in die Vergangenheit“ ist allerdings gebührenpflichtig und kostet 2,00 Euro pro Person (Kinder und Studierende frei). Mit dem Kombi-Eintritt des Museum am Strom (5,00 Euro, ermäßigt 3,00 Euro) ist der Eintritt frei. Auch ist es möglich, über das Museum am Strom Führungen zu buchen.
Das Landeshauptarchiv Koblenz verwahrt einen großen Teil des ehemaligen Klosterarchivs der Abtei Rupertsberg.

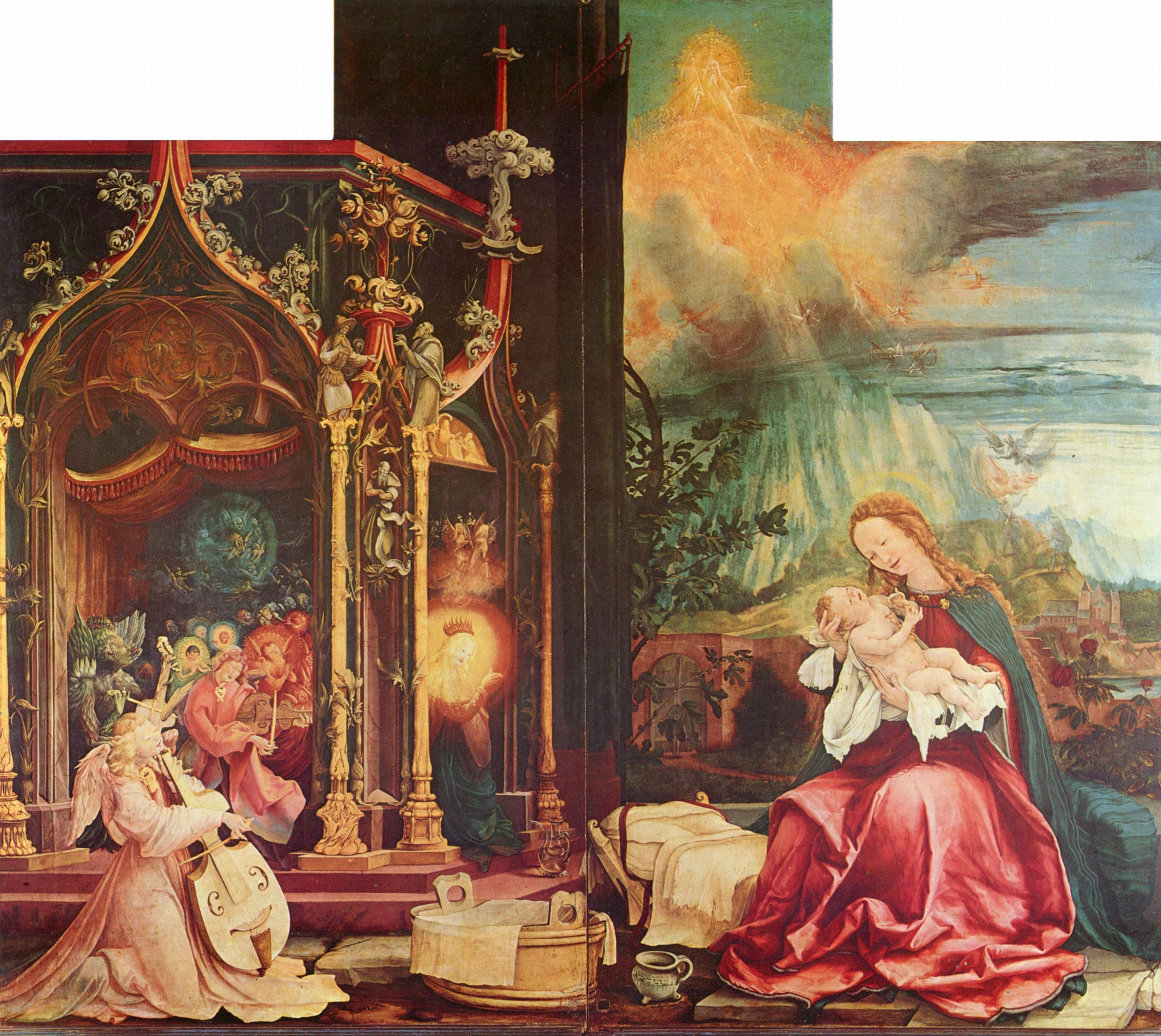
Das weihnachtliche Mittelbild des Isenheimer Altars

Bis zu einer wissenschaftlichen Untersuchung war die landläufige Überzeugung, der „Hildegard-Gewölbekeller“ der Rupertsberger Hildegard-Gesellschaft sei Teil des Klostergewölbes. Die Untersuchung von Kunsthistorikerin Tina Schöbel 2016 ergab jedoch, dass dieser Keller im 18. Jahrhundert, also nach der Klosterzerstörung, erbaut wurde. Hätte dieser Keller bereits zu Zeiten des Klosters existiert, wäre mitten im Kirchenschiff ein Hügel durch die Decke des Gewölbekellers gewesen.

## Kunstgeschichte
Auf dem Isenheimer Altar von Matthias Grünewald findet sich auf der Weihnachtstafel hinter Maria mit dem Kind die Klosterkirche Rupertsberg.